# Walter Petron
Walter Petron, noto come Lalo (Padova, 25 agosto 1918 – Padova, 21 marzo 1945), è stato un calciatore italiano.

## Biografia
Morì a 26 anni il 21 marzo del 1945 in via Loredan, colpito da una scheggia durante un bombardamento.
A lui è stato intitolato il primo Stadio del Padova, il Campo di via Belzoni che a tutt'oggi porta ancora il suo nome. Oltre a lui altri due giocatori del Padova hanno dato il loro nome ad uno stadio padovano, Silvio Appiani e Giovanni Monti. Una squadra di calcio portò il suo nome e dirigenti e giocatori del Grande Torino, poche settimane prima della Tragedia di Superga, il 23 febbraio 1949, portarono fiori sulla sua tomba ed una corona di alloro al campo della squadra dove c'è una lapide che lo ricorda.

## Carriera

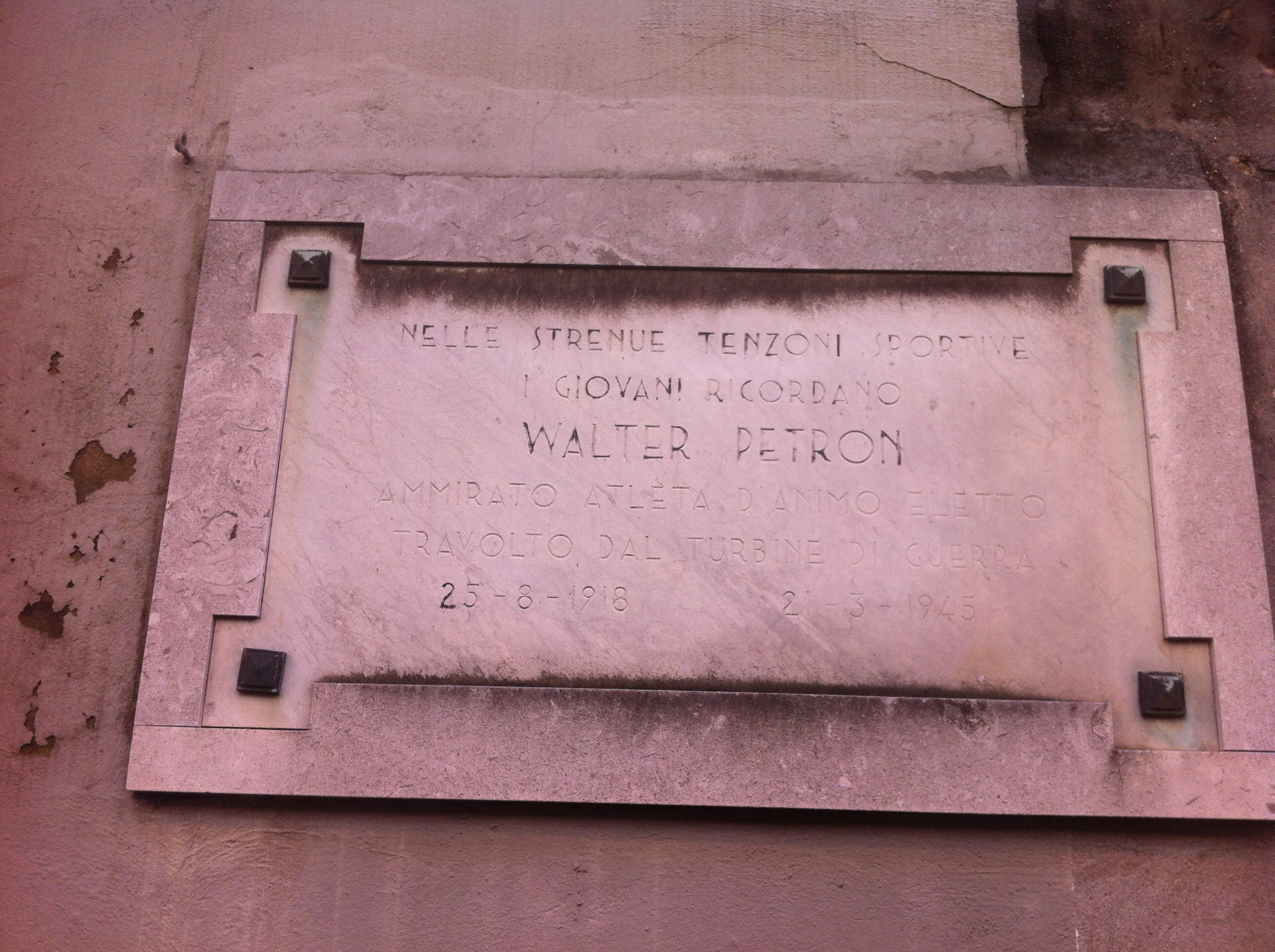
Targa commemorativa allo Stadio Walter Petron.

Giocò per il Padova dove ottenne una promozione dalla Serie C alla Serie B. Nel 1938 passò al Torino con cui ottenne due secondi posti in Serie A. Nel 1942-1943 giocò il suo ultimo campionato con il Venezia, con cui disputò inoltre 20 partite nel Campionato Alta Italia nella stagione 1943-1944.